# Baslieux-lès-Fismes
Baslieux-lès-Fismes település Franciaországban, Marne megyében. Lakosainak száma 342 fő (2022. január 1.). Baslieux-lès-Fismes Courlandon, Fismes, Romain és Les Septvallons községekkel határos.

## Népesség
A település népességének változása:
| Lakosok száma | 181  | 129  | 162  | 269  | 305  | 309  | 327  | 338  | 347  | 342  |
|               | 1968 | 1982 | 1990 | 2006 | 2013 | 2015 | 2017 | 2019 | 2020 | 2022 |